# Тур А303
Тур-А303 «Аттіла» — автобус класу М3, призначений для перевезення пасажирів на міських, приміських та міжміських комерційних маршрутах. Автобус випускається на заводі ВАТ «Укравтобуспром» у Львові (колишнім Головним союзним конструкторським бюро по автобусах — ГСКБ) з 2016 року. В основі А303 лежить німецьке шасі Mercedes-Benz Sprinter, а кузов розроблений інженерами ВАТ «Укравтобуспром». Автобус збудовано на шасі Sprinter із новим каркасним кузовом більшої місткості, оптимізованим для умов експлуатації країн СНД.

## Двигун
| Модель          | Маркування двигуна | Циліндри         | Об'єм    | Потужність                         | Крутний момент              | Викиди СО2 |
| --------------- | ------------------ | ---------------- | -------- | ---------------------------------- | --------------------------- | ---------- |
| Дизельні        |                    |                  |          |                                    |                             |            |
| 510 CDI         | OM 651 DE22LA      | 4 в ряд          | 2143 см³ | 95 к. с. (70 кВт) при 3800 об/хв   | 250 Н·м при 1400—2400 об/хв | Євро-5     |
| 313 CDI         | OM 651 DE22LA      | 4 в ряд          | 2143 см³ | 129 к. с. (95 кВт) при 3800 об/хв  | 305 Н·м при 1200—2400 об/хв | Євро-5     |
| 416 CDI/516 CDI | OM 651 DE22LA      | 4 в ряд          | 2143 см³ | 163 к. с. (120 кВт) при 3800 об/хв | 360 Н·м при 1400—2400 об/хв | Євро-5     |
| 418 CDI/518 CDI | OM 642 DE30LA      | 6 V-подібно, 72° | 2987 см³ | 184 к. с. (135 кВт) при 3800 об/хв | 400 Н·м при 1600—2600 об/хв | Євро-5     |
| 419 CDI/519 CDI | OM 642 DE30LA      | 6 V-подібно, 72° | 2987 см³ | 190 к. с. (140 кВт) при 3800 об/хв | 440 Н·м при 1600—2600 об/хв | Євро-5     |